# Aspidoscelis labialis
Espèce
Synonymes
- Cnemidophorus labialis Stejneger, 1890

Statut de conservation UICN

 VU B1ab(iii) : Vulnérable
Aspidoscelis labialis est une espèce de sauriens de la famille des Teiidae.

## Répartition
Cette espèce est endémique de la péninsule de Basse-Californie au Mexique.

## Publication originale
- Stejneger, 1890 : Description of a new lizard from Lower California. Proceedings of the United States National Museum, vol. 12, p. 643-644 (texte intégral).